# حيز (حركية دوائية)
الحيز في علم الحركية الدوائية يُعرف بأنه حجم سوائل الجسد. ويختلف الحيز في علم حركية الدواء عن الحيز في علم التشريح الذي يُحاط باللفافات. ويُستخدم الحيز في النماذج متعددة الأحياز.

## أمثلة
يوجد خمسة أحياز رئيسية في الجسم:
- بلازما الدم
- السائل الخلالي
- النسيج الدهني
- السائل الهيولي
- السائل العابر للخلايا

ويتضمن السائل العابر للخلايا السوائل في جوف الجنبة وجوف الصفاق.

## مقارنة بين الأحياز بالنسبة المئوية
| الحيز                 | نسبته المئوية |
| --------------------- | ------------- |
| بلازما الدم           | 5             |
| السائل الخلالي        | 16            |
| النسيج الدهني         | 20            |
| السائل الهيولي        | 35            |
| السائل العابر للخلايا | 2             |